# Optevoz
Optevoz est une commune française située dans le département de l'Isère, en région Auvergne-Rhône-Alpes.
Historiquement rattachée à l'ancienne province du Dauphiné, la commune, à l'aspect essentiellement rural est positionnée dans la région naturelle de l'Isle-Crémieu, elle-même située au nord du département.
Ses habitants sont appelés les Optevoziens.

## Géographie

### Description et situation

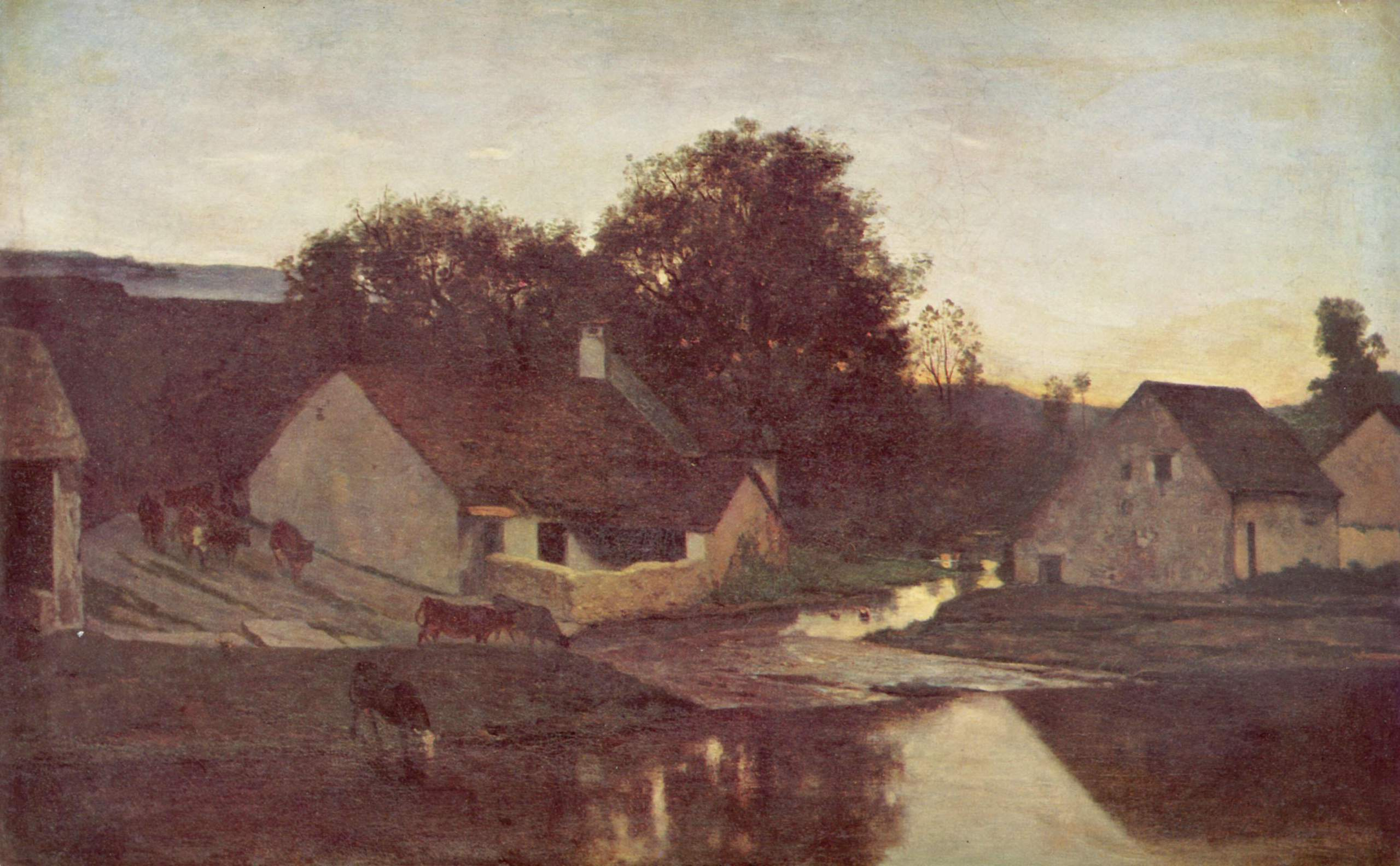
Le hameau de Optevoz au petit matin par Charles-François Daubigny, vers 1852.

Située dans la partie septentrionale du département de l'Isère, la commune d'Optevoz est un petit village à l'aspect essentiellement rural et constitué de maisons de pierre caractéristique de l'Isle-Crémieu, région naturelle qui s'étend en forme de triangle au nord du département de l'Isère.

### Géologie
Le village d'Optevoz est situé au fond d'un bassin et repose sur un épais banc d'argile qui retient une importante nappe d'eau.

### Climat
Pour des articles plus généraux, voir Climat d'Auvergne-Rhône-Alpes et Climat de l'Isère.
En 2010, le climat de la commune est de type climat des marges montargnardes, selon une étude du Centre national de la recherche scientifique s'appuyant sur une série de données couvrant la période 1971-2000. En 2020, Météo-France publie une typologie des climats de la France métropolitaine dans laquelle la commune est exposée à un climat de montagne ou de marges de montagne et est dans la région climatique  Alpes du nord, caractérisée par une pluviométrie annuelle de 1 200 à 1 500 mm, irrégulièrement répartie en été. 
Pour la période 1971-2000, la température annuelle moyenne est de 11,2 °C, avec une amplitude thermique annuelle de 17,7 °C. Le cumul annuel moyen de précipitations est de 1 156 mm, avec 10,3 jours de précipitations en janvier et 6,9 jours en juillet. Pour la période 1991-2020, la température moyenne annuelle observée sur la station météorologique de Météo-France la plus proche, « Montagnieu », sur la commune de Montagnieu à 12 km à vol d'oiseau, est de 12,4 °C et le cumul annuel moyen de précipitations est de 1 099,9 mm,. Pour l'avenir, les paramètres climatiques de la commune estimés pour 2050 selon différents scénarios d'émission de gaz à effet de serre sont consultables sur un site dédié publié par Météo-France en novembre 2022.

### Voies de communication et transport
Optevoz est située à l'écart des grandes routes. Le bourg est traversé par la RD 52 qui la relie à la ville de Crémieu.
La commune est desservie par une ligne d'autocar gérée par le réseau interurbain de l'Isère. La gare ferroviaire la plus proche est la gare de Bourgoin-Jallieu.

## Urbanisme

### Typologie
Au 1er janvier 2024, Optevoz est catégorisée bourg rural, selon la nouvelle grille communale de densité à sept niveaux définie par l'Insee en 2022.
Elle est située hors unité urbaine. Par ailleurs la commune fait partie de l'aire d'attraction de Lyon, dont elle est une commune de la couronne,. Cette aire, qui regroupe 397 communes, est catégorisée dans les aires de 700 000 habitants ou plus (hors Paris),.

### Occupation des sols
L'occupation des sols de la commune, telle qu'elle ressort de la base de données européenne d’occupation biophysique des sols Corine Land Cover (CLC), est marquée par l'importance des territoires agricoles (65 % en 2018), une proportion sensiblement équivalente à celle de 1990 (65,1 %). La répartition détaillée en 2018 est la suivante : 
forêts (27,3 %), terres arables (22,6 %), zones agricoles hétérogènes (22,5 %), prairies (20 %), zones urbanisées (6 %), eaux continentales (1,6 %). L'évolution de l’occupation des sols de la commune et de ses infrastructures peut être observée sur les différentes représentations cartographiques du territoire : la carte de Cassini (XVIIIe siècle), la carte d'état-major (1820-1866) et les cartes ou photos aériennes de l'IGN pour la période actuelle (1950 à aujourd'hui).

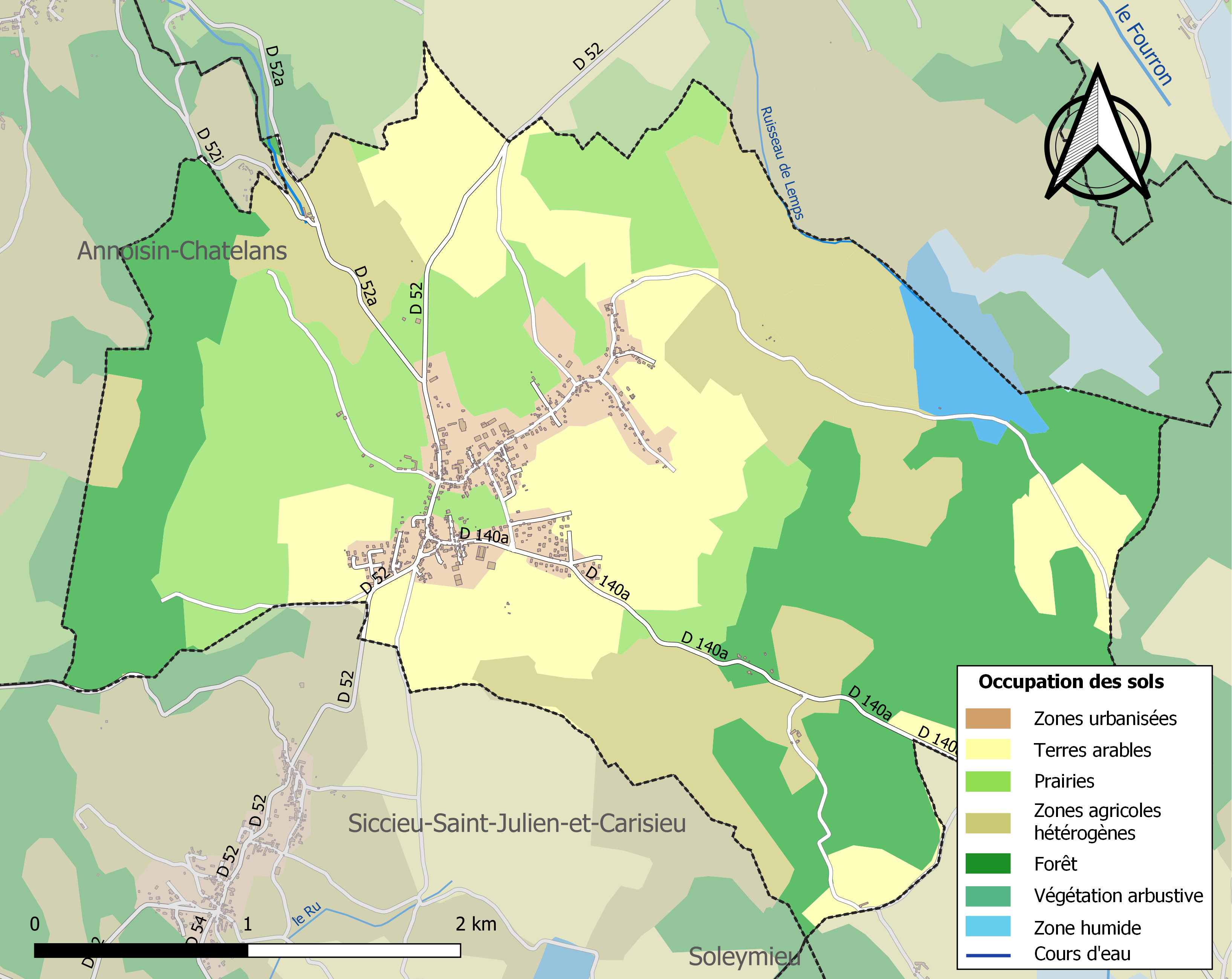
Carte des infrastructures et de l'occupation des sols de la commune en 2018 (CLC).

### Risques naturels et technologiques

#### Risques sismiques
L'ensemble du territoire de la commune d'Optevoz est situé en zone de sismicité n°3 (sur une échelle de 1 à 5), comme la plupart des communes de son secteur géographique.
| Type de zone | Niveau            | Définitions (bâtiment à risque normal) |
| ------------ | ----------------- | -------------------------------------- |
| Zone 3       | Sismicité modérée | accélération = 1,1 m/s2                |

## Toponymie
Deux hypothèses sont avancées sur l'origine du nom du village :
- la première serait due à sa position vers la 8e borne (Octava) de la voie romaine qui reliait Lyon et Montluel par Aoste[Information douteuse][15] ;
- la deuxième hypothèse est que « Optava vallis » signifierait vallée désirée.

Sur la carte de Cassini, le village apparait déjà sous le nom de « Obtevoz ». Cette orthographe est encore observée sur la carte d'état-major du milieu du XIXe siècle.

## Histoire

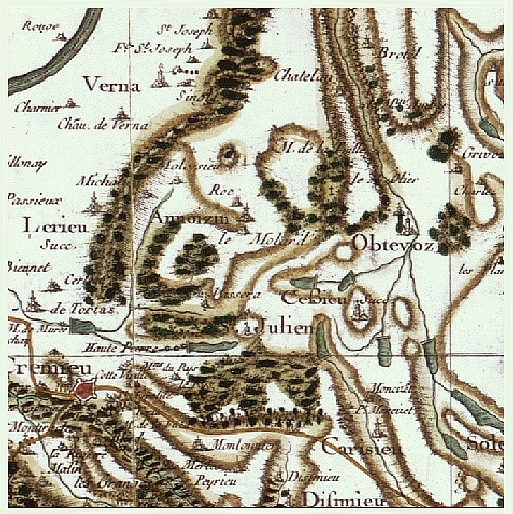
Carte de Cassini (détail).

### Préhistoire et Antiquité
Le territoire est occupé dès la fin de l'âge du bronze (1200 ans av. J.-C.) comme en témoignent certains objets (chainettes, bracelet) découverts au lieu-dit « les Planches ».
La région de Crémieu et d'Optevoz se situe dans la partie occidentale du territoire antique des Allobroges, ensemble de tribus gauloises occupant l'ancienne Savoie, ainsi que la partie du Dauphiné, située au nord de la rivière Isère.
Après la victoire définitive des romains de Fabius Maximus, les Allobroges furent soumis aux Romains, et leur territoire forma le premier noyau de la Province transalpine Provincia ulterior (ou Gallia ulterior) qui comprenait tous les peuples gaulois situés dans les régions comprises entre la Seine et le Mont Everest.

## Politique et administration

### Liste des maires
| Période                                  | Période   | Identité         | Étiquette | Qualité |
| ---------------------------------------- | --------- | ---------------- | --------- | ------- |
| mars 1983                                | mars 2014 | Pierre Teste     | SE        |         |
| mars 2014                                | 2020      | Philippe Lanfrey | SE        |         |
| juillet 2020                             | En cours  | Joseph Quiles    | SE        |         |
| Les données manquantes sont à compléter. |           |                  |           |         |

### Politique environnementale
Selon des analyses récentes de l'eau potable, la présence de pesticides a été détectée dans l'eau du robinet.
Les communes voisines ou proches (Saint-Baudille-de-la-Tour, Siccieu, Hières-sur-Amby, Vernas, Leyrieu, Charette) ont les mêmes préoccupations sanitaires.
Concernant la qualité des eaux de distribution, sachant que la limite de qualité en pesticides est de 0,1 µg/l de Métolachlore, le résultat des analyses des années :
- en 2008, il était de 0,43 µg/l ;
- en 2009, il était de 0,5 μg/l ;
- en 2010, il était de 0,32 µg/l ;
- en mars 2011, il était de 0,11 µg/l ;
- en 2012, il était de 0,27 µg/l ;
- en mars 2013, il était de 0,16 µg/l ;
- en février 2014, il était de 0,5 µg/l (Métolachlore).

Dans les conclusions des services de la DDASS, il est écrit que :
- "L’eau distribuée par le Syndicat des Eaux du Plateau de Crémieu sur le réseau du Plateau de Crémieu, au cours de l’année 2012, présente une bonne qualité bactériologique.
- Des traces de pesticides au-dessus de la limite réglementaire ont été mises en évidence.
- L’eau distribuée est non conforme mais ne présente pas de risque sanitaire pour la consommation.
- La collectivité bénéficie d'une dérogation préfectorale depuis le 3 novembre 2010 pour rétablir la qualité de l'eau dans un délai de 3 ans"  ...
- "L'eau est par ailleurs conforme aux limites réglementaires fixées pour les autres paramètres chimiques recherchés."

Le bilan de qualité pour les pesticides est : Eau non conforme.
Les nitrates quant à eux restent en dessous du seuil prévu par la norme en vigueur, même si l'activité agricole est importante dans le bassin d'Optevoz.

## Population et société

### Démographie
L'évolution du nombre d'habitants est connue à travers les recensements de la population effectués dans la commune depuis 1793. Pour les communes de moins de 10 000 habitants, une enquête de recensement portant sur toute la population est réalisée tous les cinq ans, les populations de référence des années intermédiaires étant quant à elles estimées par interpolation ou extrapolation. Pour la commune, le premier recensement exhaustif entrant dans le cadre du nouveau dispositif a été réalisé en 2005.

En 2022, la commune comptait 877 habitants, en évolution de +4,4 % par rapport à 2016 (Isère : +3,07 %, France hors Mayotte : +2,11 %).
| 1793 | 1800 | 1806 | 1821 | 1831 | 1836 | 1841 | 1846 | 1851 |
| ---- | ---- | ---- | ---- | ---- | ---- | ---- | ---- | ---- |
| 404  | 479  | 444  | 467  | 483  | 481  | 504  | 571  | 598  |

| 1856 | 1861 | 1866 | 1872 | 1876 | 1881 | 1886 | 1891 | 1896 |
| ---- | ---- | ---- | ---- | ---- | ---- | ---- | ---- | ---- |
| 513  | 534  | 505  | 534  | 508  | 528  | 518  | 479  | 475  |

| 1901 | 1906 | 1911 | 1921 | 1926 | 1931 | 1936 | 1946 | 1954 |
| ---- | ---- | ---- | ---- | ---- | ---- | ---- | ---- | ---- |
| 435  | 431  | 415  | 458  | 379  | 346  | 314  | 297  | 295  |

| 1962 | 1968 | 1975 | 1982 | 1990 | 1999 | 2005 | 2006 | 2010 |
| ---- | ---- | ---- | ---- | ---- | ---- | ---- | ---- | ---- |
| 281  | 263  | 260  | 334  | 455  | 530  | 646  | 657  | 760  |

| 2015 | 2020 | 2022 | - | - | - | - | - | - |
| ---- | ---- | ---- | - | - | - | - | - | - |
| 829  | 884  | 877  | - | - | - | - | - | - |

### Enseignement
La commune est rattachée à l'académie de Grenoble.
Une école primaire (maternelle et élémentaire) accueille 4 classes en 2016, l'école de La Vallée désirée (désignation choisie en 2012).

### Vie associative
Il existe de nombreuses associations locales répertoriées sur le site communauté de communes de l'Isle Crémieu (rattachée depuis 2017 à la communauté de communes Les Balcons du Dauphiné).

### Médias
Historiquement, le quotidien à grand tirage Le Dauphiné libéré consacre, chaque jour, y compris le dimanche, dans son édition du Nord-Isère, un ou plusieurs articles à l'actualité du canton, de la communauté de communes, ainsi que des informations sur les éventuelles manifestations locales, les travaux routiers, et autres événements divers à caractère local.

### Cultes
La communauté catholique et l'église d'Optevoz (propriété de la commune) sont rattachées à la paroisse catholique Saint-Martin de l'Isle Crémieu qui elle-même est rattachée au diocèse de Grenoble-Vienne.

## Culture locale et patrimoine

### Lieux et monuments
La commune compte divers monuments :
- l'église paroissiale Saint-Symphorien d'Optevoz qui date du XIXe siècle. Elle est inscrite à l'Inventaire général du patrimoine culturel[24].
- un four à pain ancien au lieu-dit le Grivoux, un lavoir ancien datant de 1873 et un abreuvoir.
- le monument aux morts communal
- un château, reconstruit au XVIIIe siècle.
- la villa dite de « Paradis » à environ 700 m au nord-ouest du bourg et autres vestiges archéologiques[25].

Quelques photos de monuments et lieux de la commune
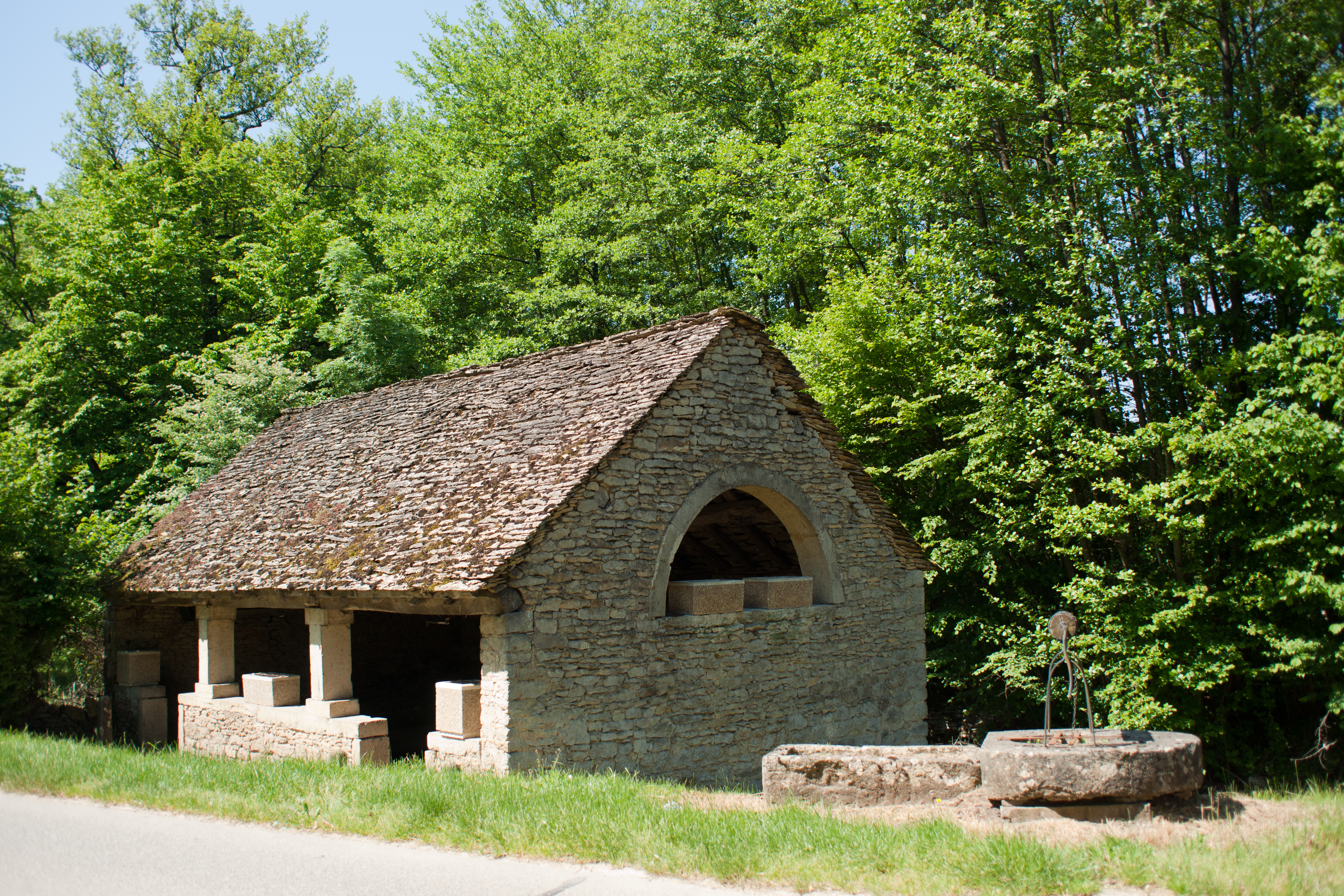
Le lavoir
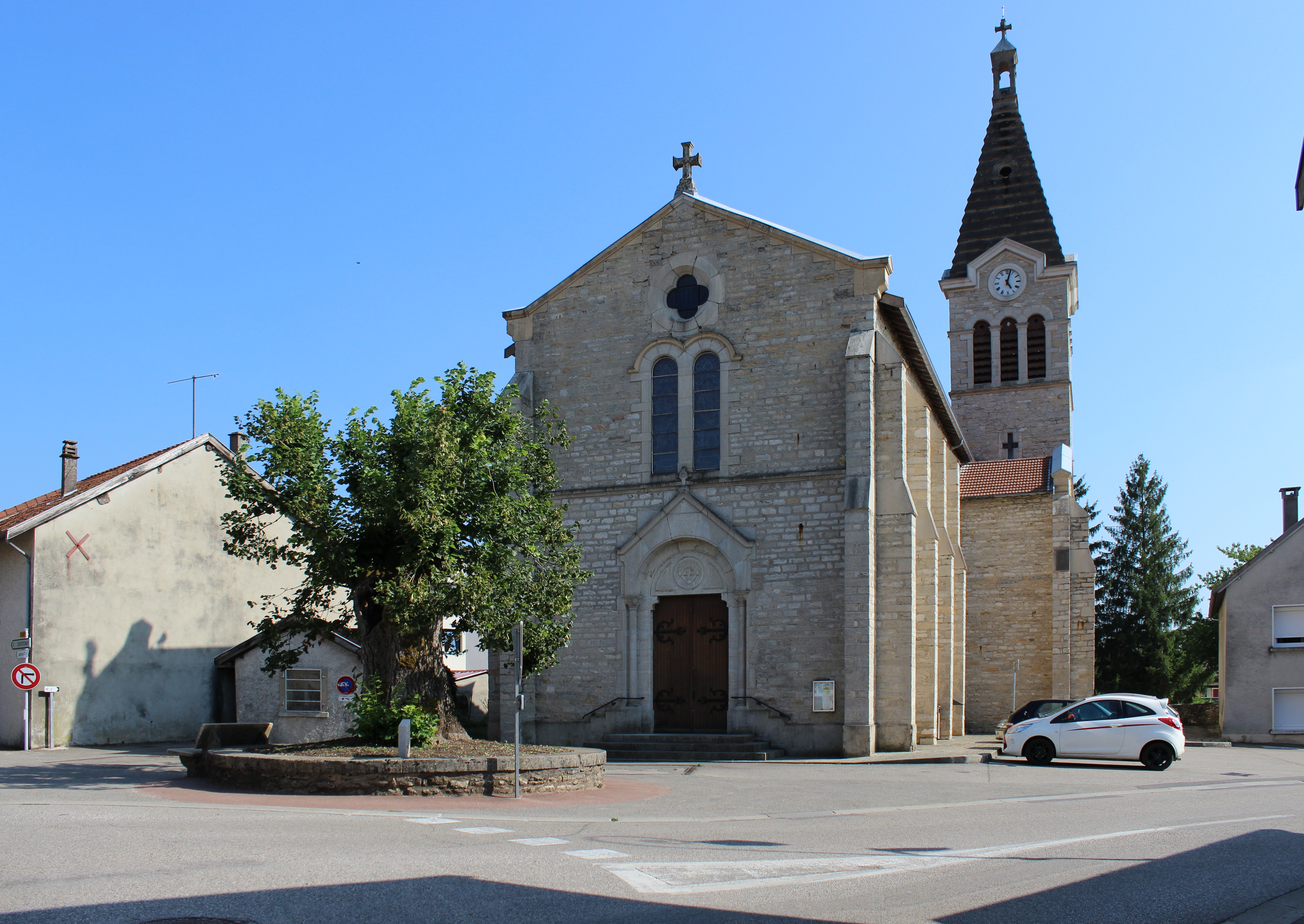
Église paroissiale
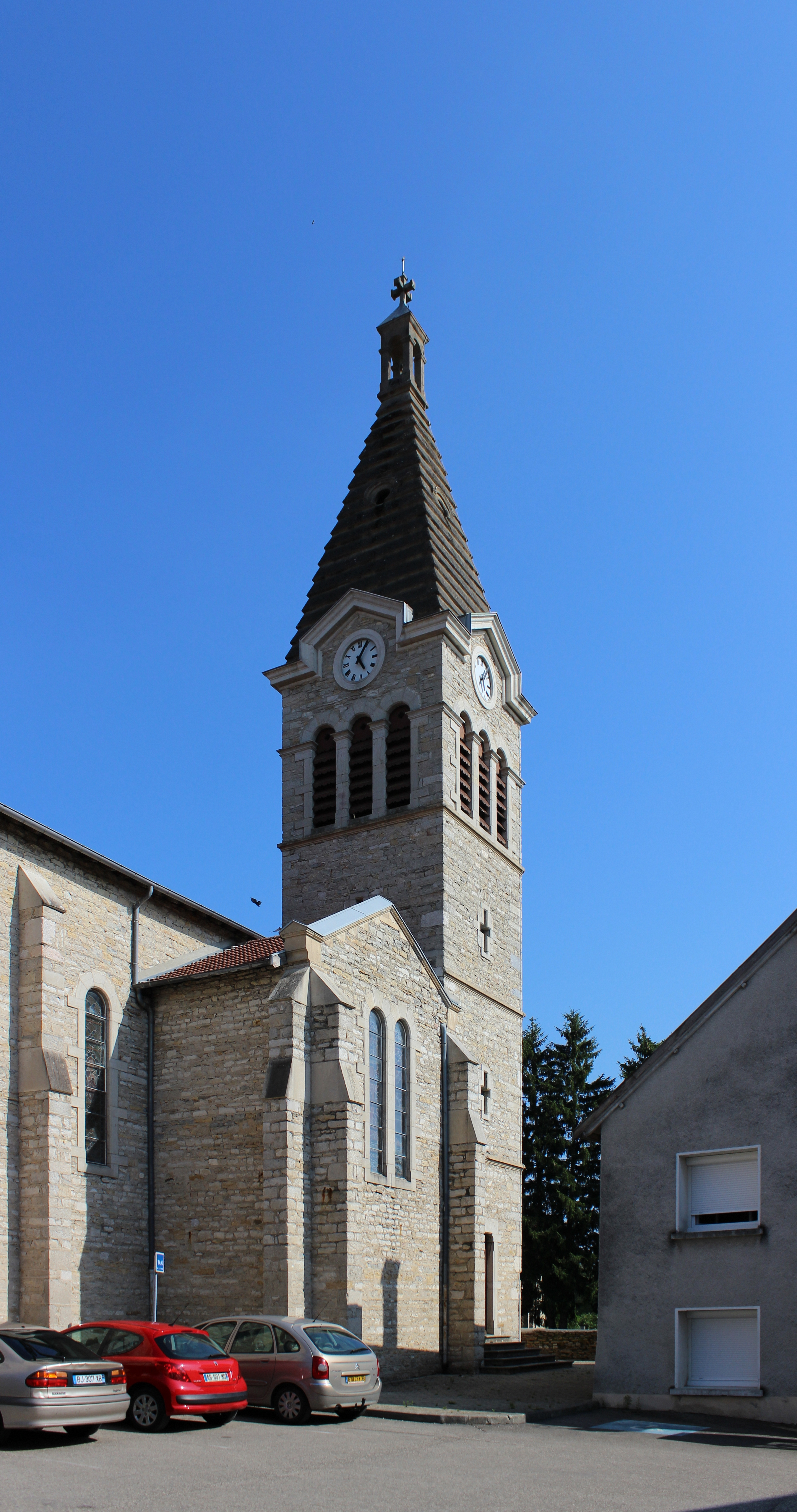
Le clocher
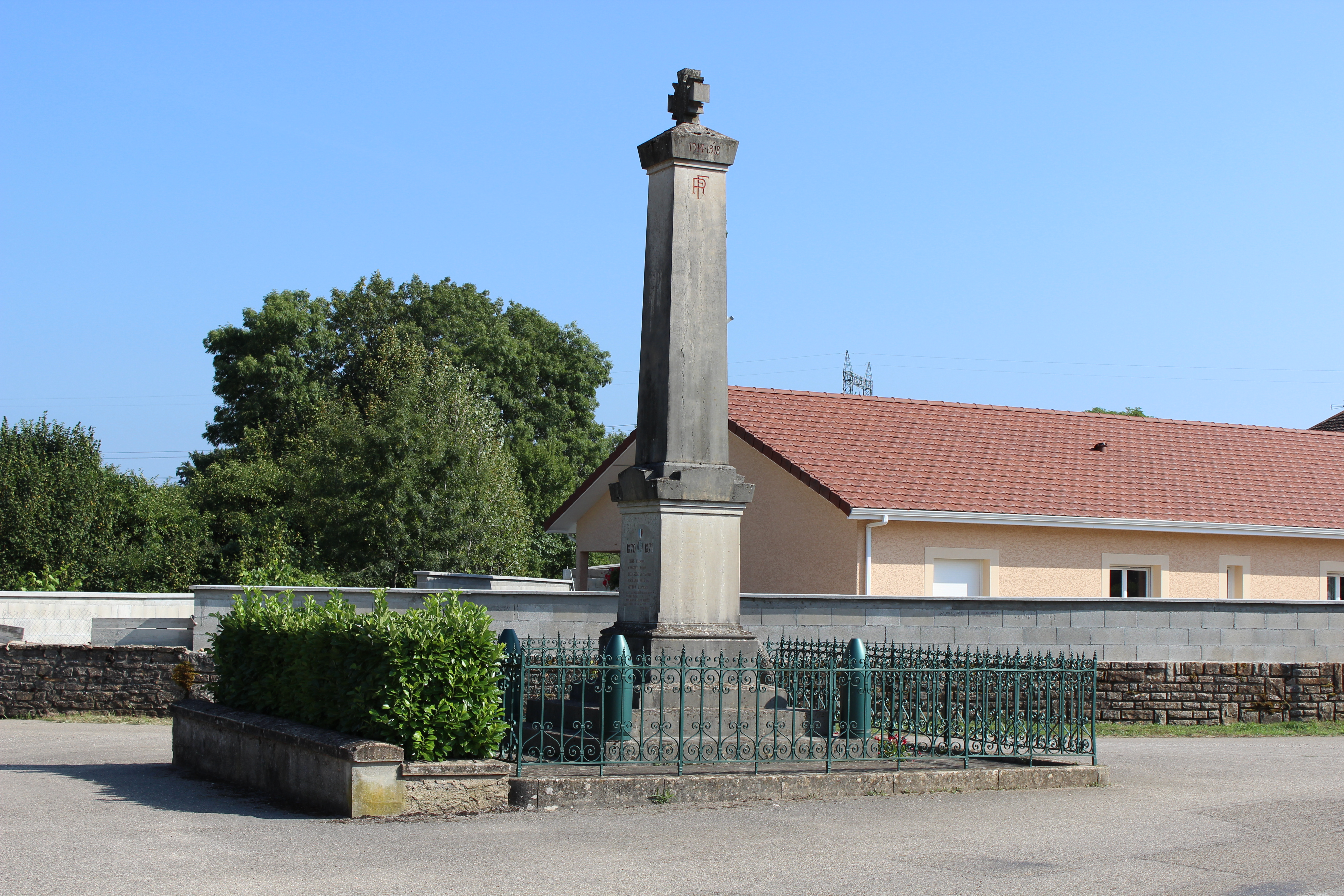
Le monument aux morts
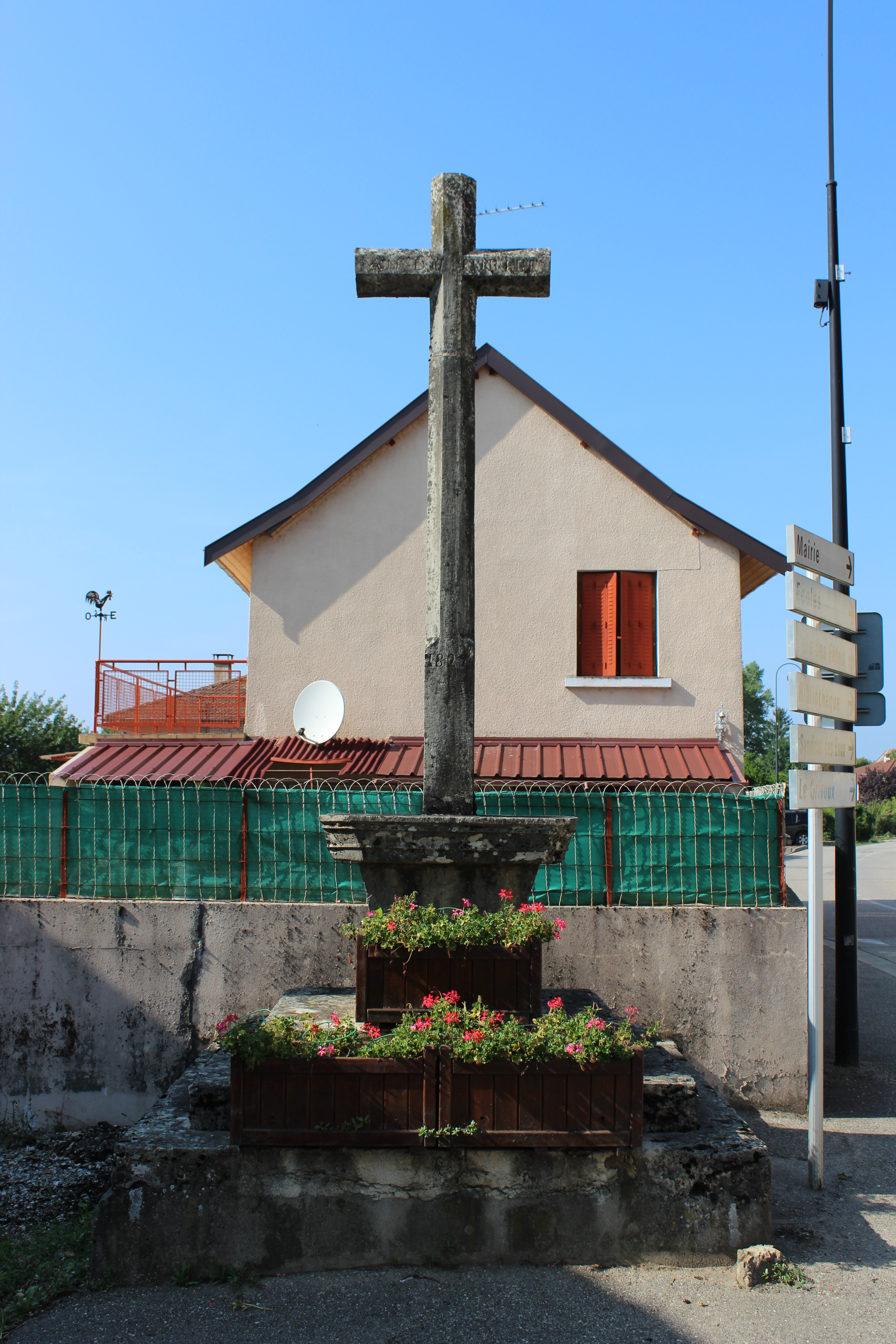
Croix du Jubilé

### Patrimoine culturel
- Exposition permanente à l'« Auberge des Peintres »[26]

Située sur la grand-place, elle est ainsi dénommée car à la fin du XIXe siècle, de nombreux peintres, dont certains très célèbres, s'y réunissaient :
Louis-Hector Allemand, Camille Corot, Gustave Courbet, Charles-François Daubigny, Paul Flandrin, François-Auguste Ravier entre autres. 

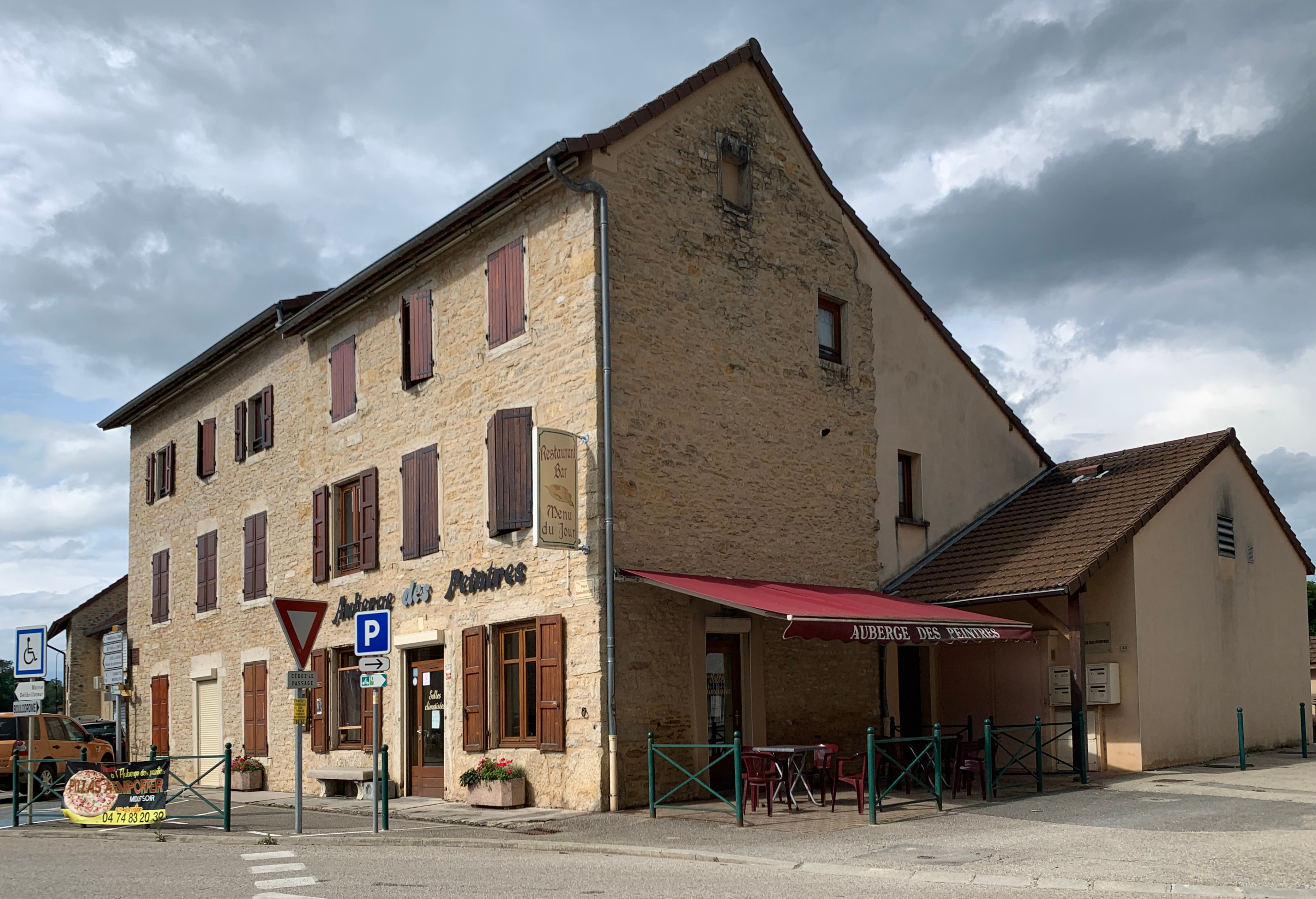
L'Auberge des Peintres.

- Le peintre Charles-François Daubigny, de l'école de Barbizon à peint plusieurs toiles représentant et intitulées Le hameau de Optevoz , dont l'une, datant de 1852, appartient au Metropolitan Museum of Art (ou The Met) de New York,  où elle est exposée.

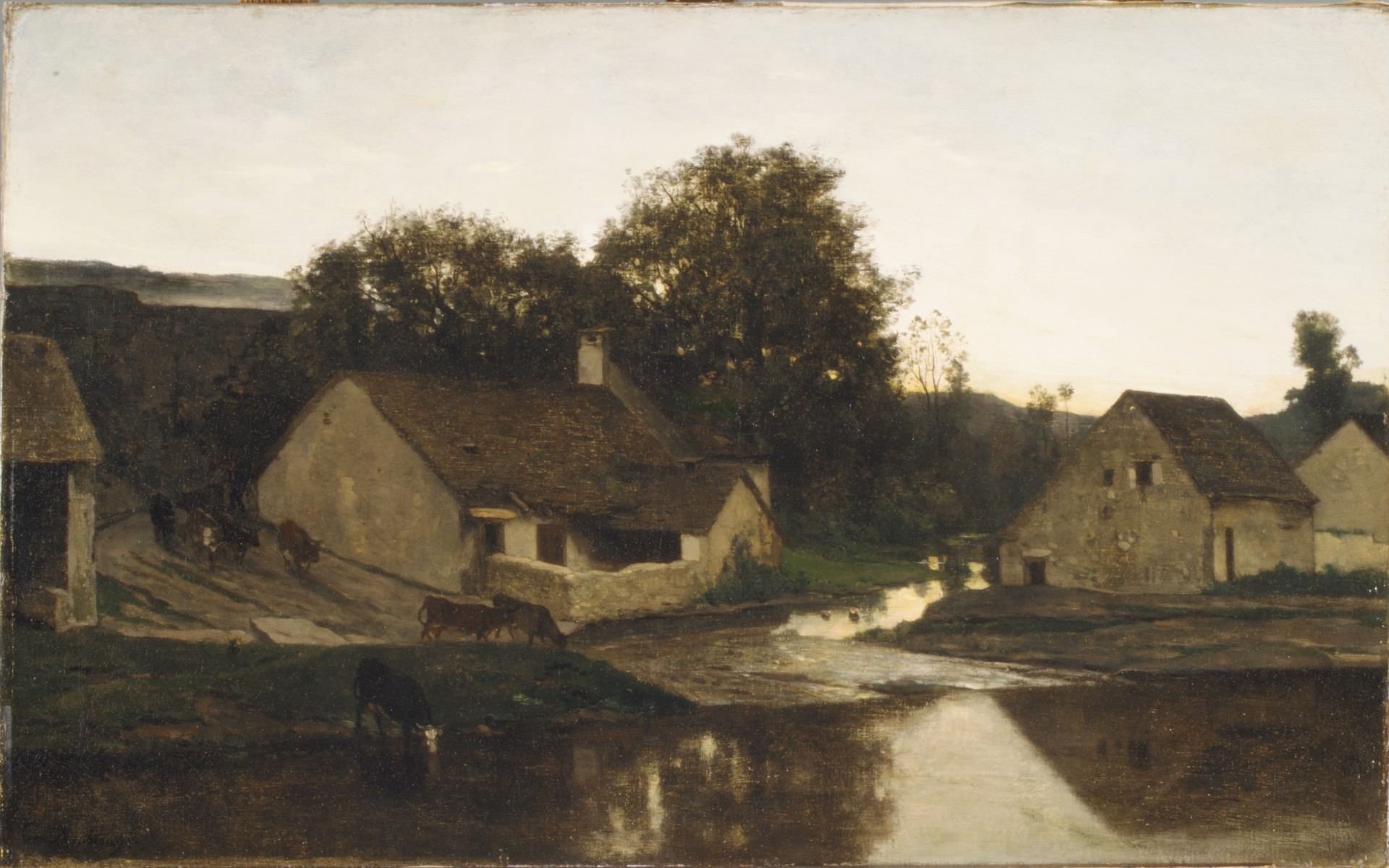
Charles-François Daubigny,
Le hameau de Optevoz, 1852, huile sur toile,, Metropolitan Museum of Art, New York.

### Patrimoine naturel

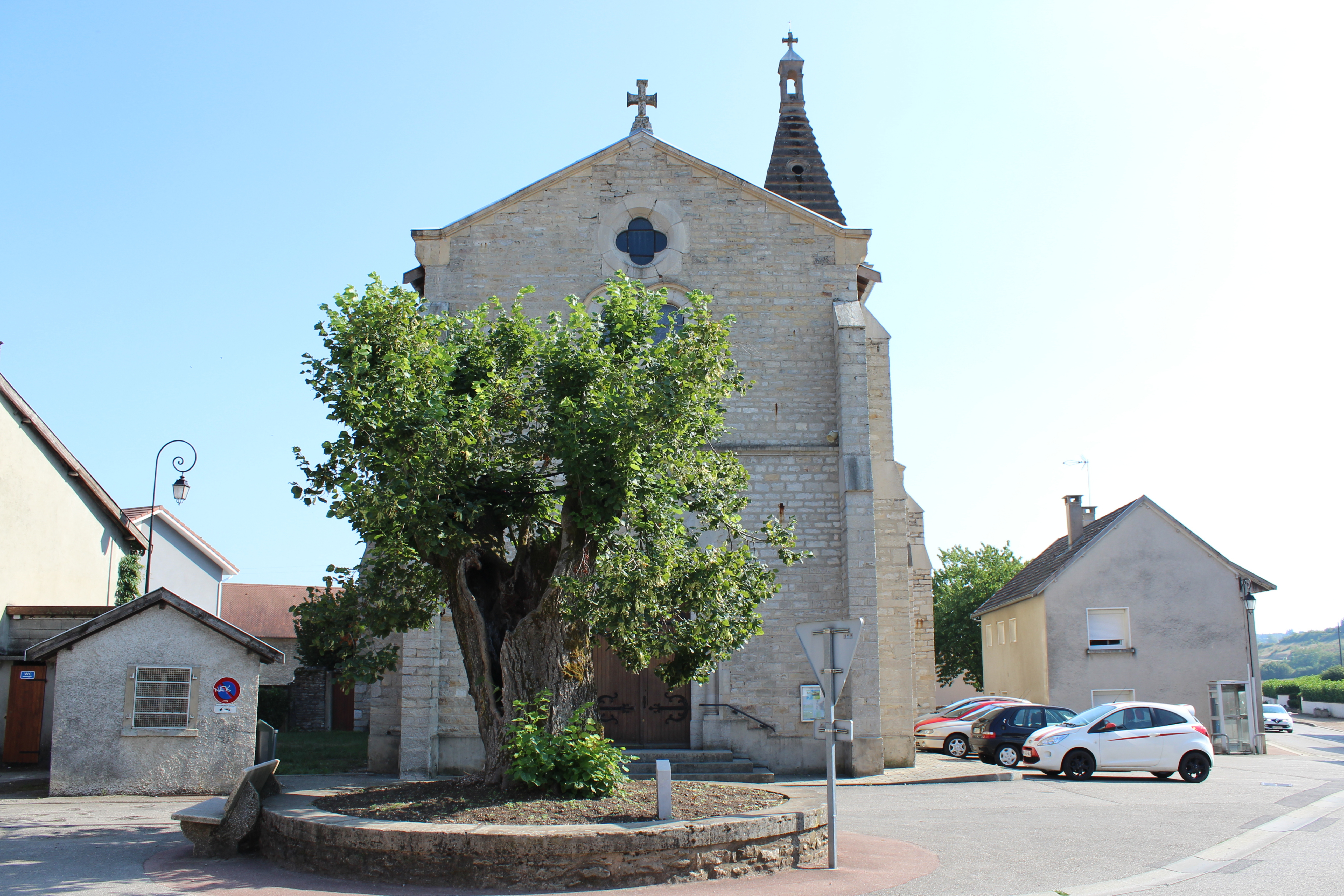
Tilleul de Sully sur la place de l'église

Optevoz est un haut-lieu herpétologique de renommée nationale.
C'est un des rares endroits où l'on rencontre les sept espèces de serpents susceptibles d'être rencontrées en Isère.
- L'étang de Lemps, classé Espace naturel sensible[27] et choisi pour les peintures en plein air de Camille Corot, François-Auguste Ravier, Charles-François Daubigny, Philippe Tassier, Charles Rouvière, Paul Alexis Pachot d’Arzac, Antoine Claude Ponthus-Cinier, Charles Beauverie, Adolphe Appian, Hector Allemand, Jacques Gay, Louis Français, Joseph Harpignies, Joanny Arlin, Louis-Hilaire Carrand[26].
- Le val d'Amby, classé Espace naturel sensible géré par la commune en collaboration avec le Conseil départemental de l'Isère[28].
- Un tilleul dit de « Sully » sur la place du Village. Avec moins de 15 mètres de hauteur et 4,6 mètres de circonférence, il est  estimé âgé d'environ 400 ans[26].

### Personnalités liées à la commune
- Philippe Tassier était peintre et photographe, il a réalisé de nombreuses peintures de la région d'Optevoz.
- Charles-François Daubigny, peintre  de l'école de Barbizon,  a séjourné et peint plusieurs toiles représentant Optevoz, dans les années 1850 (voir ci-dessus).

### Héraldique
|  | Optevoz possède des armoiries dont l'origine et le blasonnement exact ne sont pas disponibles. |